# Prothoe chrysodonia
Prothoe chrysodonia is een vlinder uit de familie van de Nymphalidae. De wetenschappelijke naam van de soort is voor het eerst geldig gepubliceerd in 1890 door Otto Staudinger.